# استانیسلاو موروزووفسکی
استانیسلاو موروزووفسکی (لهستانی: Stanisław Mrozowski؛ زاده ۹ فوریهٔ ۱۹۰۲ – درگذشته ۲۱ فوریهٔ ۱۹۹۹) یک فیزیک‌دان اهل لهستان بود.